# S11 (manifestation)
S11 se réfère à une série de manifestations contre les réunions du Forum économique mondial les 11, 12 et 13 septembre 2000, à Melbourne, en Australie, où environ 10 000 personnes de tout âge et d'une grandes variétés de communauté ont été impliqués.

## Historique
L'un des groupes impliqués dans les manifestations appelé lui-même le l'alliance S11. Ce groupe a été dominé par différents partis socialistes. Le succès de la manifestation a conduit à la création de la l'alliance M1, le 1er novembre 2000, en préparation des évènements du 1er mai de l'année suivante et l'alliance S26, en solidarité avec la protestation contre la réunion du Fonds monétaire international et de la Banque mondiale  à Prague le 26 septembre 2000). L'autre principale organisation de réseau pour la manifestation a été la désertion s11 autonome et anarchiste.
La manifestation faisait partie du mouvement antimondialisation, et a été étroitement calquée sur le manifestations de 1999 à Seattle contre l'OMC. Ce mouvement a été stimulé par un certain nombre de préoccupations au sujet de la mondialisation, y compris la perte de souveraineté nationale,  l'impact environnemental et l'impact de la dette extérieure et des multi-nationales sur les pays du tiers monde.
La manifestation a été marquée comme le premier grand mouvement anti-mondialisation à prendre place en Australie. Comme lors d'événements antérieurs dans d'autres parties du monde, l'événement a été caractérisé par une désobéissance civile et une action directe souvent festive, ainsi que par une réaction policière agressive. Les manifestants ont lié leurs bras, et certains se sont enchaînés ensemble pour empêcher les délégués de participer aux réunions. La police aurait répondu avec un spray au poivre (qui dans l'État de Victoria n'est pas autorisé à être utilisé par la police lors des manifestations), et Nándor Tánczos, député du Parti vert d'Aotearoa Nouvelle-Zélande a déclaré que lui et d'autres manifestants avaient été victimes de brutalités policières.

## L'intervention de la police
Au cours de la manifestation S11 il y avait une importante présence dans les médias, et certains journalistes et photographes ont été attaqués par la police lors de leurs tentatives de briser la protestation. Cela s'est traduit par un niveau de signalement plus élevé que celui qui se produit normalement lors de manifestations similaires, et une grande quantité de preuves photographiques et vidéo de l'événement était disponible. Dans un rapport au sujet de l'intervention de la police, le Rapport de l'Ombudsman a déclaré « Il est évident que l'événement avait été l'un des plus photographiés de ces derniers temps et qu'il y avait probablement beaucoup de séquences vidéo. »
- La majorité des policiers avait enlevé leur insigne d'identité, ce qui contrevient aux procédures d'opération de la police de Victoria. Cela a empêché la police individuelle d'être identifiée lors des audiences ultérieures concernant les actions de la police.
- Des séquences vidéo ont montré que des coups de poing et des coups de matraque ont été utilisés contre les manifestants, et plusieurs ont été piétinés ou frappés au sol et / ou traînés par les cheveux. Plusieurs manifestants ont été frappés sans avertissement alors qu'ils n'étaient pas engagés dans une activité violente. Ce sont toutes des violations des procédures policières.
- Lors d'une « charge au bâton », la police a frappé des cadreurs du Seven Network et de SBS pendant le tournage. Cette vidéo a été montrée sur les stations respectives. Des photographes des journaux The Age et Herald Sun ont affirmé que leur équipement de caméra leur avait été retiré et brisé par la police pendant l'inculpation.
- Une femme a été renversée par une voiture de police banalisée avec les officiers en uniforme à l'intérieur. Les manifestants ont affirmé que la voiture a été stationnaire jusqu'à ce qu'elle accélère soudainement au-dessus de la femme avant de s'enfuir. La police a affirmé que les manifestants entouraient une voiture en mouvement et la berçaient et l'endommageaient. Cependant, les images prises par une équipe de tournage à proximité ont clairement démontré la version des événements des manifestants

L'équipe de 40 observateurs légaux présents au cours des trois jours a fait deux conclusions dans son rapport publié après l'événement:
1) L'équipe d'observateurs juridiques de Pt'chang a conclu qu'en l'absence presque totale de tentatives de la part de la police d'arrêter des manifestants qui enfreignaient la loi, les policiers prenaient des occasions offertes par la nature chaotique de l'événement, le nombre de foules, l'isolement ou le manque de responsabilité vis-à-vis des hauts responsables de la police et le fait d'infliger effectivement des sanctions extrajudiciaires « sommaires » à des manifestants individuels. Portés par, et peut-être effrayés par les médias ont généré des mythes de "manifestants S11 violents" et mis au courant par leurs commandants de la même manière, certains policiers ont profité de chaque occasion pour agresser, intimider et harceler des manifestants alors qu'il était en service.
2) L'équipe d'observateurs juridiques affirme fermement que les décisions de la police victorienne de déployer le niveau de force observé au cours de ces tentatives d'évacuation des points d'accès étaient à la fois totalement injustifiées et non provoquées et exécutées de façon médiocre et dangereuse. La décision d'utiliser l'unité de réponse intégralement équipée, avec protection intégrale du corps et du visage, et les lignes de police montées pour réaliser un simple objectif de neutralisation d'un point d'accès se révèle particulièrement injustifiée lorsqu'une procédure d'arrestation de personnes ont été mis en œuvre sans blesser les personnes et sans menace pour la police individuelle. L'équipe d'observateurs juridiques a conclu que l'utilisation de matraques, les frais de formation de surprise et l'utilisation de lignes de confinement a) étaient potentiellement mortelles et ont entraîné un nombre incroyablement élevé de blessures graves parmi les manifestants présents lors de ces incidents; et b) servi à créer un climat hautement émotif, dangereux et provocateur pendant et immédiatement après chaque manœuvre.